# 로카르노 공항
로카르노 공항(Flugplatz Locarno), (ICAO : LSZL), mil ICAO 코드 LSMO(로카르노-마가디노 공항이라고도 함)는 스위스 티치노주 로카르노 근처에 위치한 공항이다. 민간 및 군용 공항이 혼합된 공항이다. 비행장은 민간 항공기와 “비행장 사령부 로카르노”의 스위스 공군이 동시에 사용한다. 같은 활주로를 사용하지만, 스위스 공군은 자체 유도로와 주차장, 대형 격납고를 보유하고 있다. 로카르노 도심에서 동쪽으로 7km 떨어진 고르돌라 지역에 위치하고 있다. 가장 가까운 정류장 스위스 연방 철도는 귀바아스코 로카르노 철도의 리아치노에서 2km 떨어진 역이다.

## 역사
공항의 민간 구역은 1939년 여름에 열렸다. 군대 구역은 다음 겨울에 이어졌다. 1941년부터 스위스 공군은 좋은 기상 조건 때문에 군 조종사의 기본 비행 훈련에 가장 많이 사용한다. 2차 세계 대전이 끝날 무렵 스위스 당국은 지역 공항으로 현대화될 기존 위치를 확인했으며, 로카르노-마가디노는 5개 중 하나인 로카르노-마가디노와 함께 주요 도시 공항을 지원하는 두 번째 계층의 기반 시설이다.

## 오늘날
공항에는 포장 활주로 1개, 잔디 활주로 2개, 터미널 1개가 있다. 공항은 13번 국도와 연결되는 주립 도로를 통해 도로로 접근할 수 있으며, 이 도로는 도시를 우회하는 고속도로로 연결되며 많은 인터체인지가 고속도로를 드나들 수 있도록 도와준다. 공항은 알프스의 아름다운 전망으로 둘러싸여 있다. 공항 지역 자체에는 헬리스위스의 파트너인 헬리콥터 전세 회사 ‘엘리티치노’, 유럽 최대 스카이다이빙 센터 ‘파라 센트로’, 비행 학교 ‘아에로 로카르노’, 항공기 정비 회사 "Aeromecchanica" 및 Rega(air 구조) (베이스 번호 Rega 6).
항공기 이동의 대부분은 소형 민간 항공기에 의해 수행된다. 많은 항공기 이동은 또한 스위스 공군, 헬리콥터 전세 회사 ‘엘리티치노’ 및 지역 글라이딩 클럽의 민간 훈련 비행 및 훈련 비행을 통해 이루어지며 후자는 두 개의 잔디 활주로를 독점적으로 사용한다.
1999년부터 2007년까지 비행장 사령부는 약 1억 스위스 프랑을 지출했다. 인프라가 완전히 새로워졌다. 그것은 모든 항공기가 수용되는 태양열 발전 시스템이 있는 대형 새 격납고, 활주로 26R/08L까지의 전용 유도로가 있는 폐쇄된 전용 활주로를 갖추고 있다. 또한 그곳에 주둔하고 있는 낙하산 부대를 위해 새로운 격납고 5가 설치되었다.

## 군 공항
비행장에 주둔하고 있는 가장 중요한 로카르노 사령부는 파일럿 지망생을 위한 기초 훈련을 이수하기 위한 필라투스 PC-7이다. 동시에 비행장 사령부 로카르노는 곡예 비행 편대 PC-7 팀, 필라투스 PC-6 Turbo-Porter, 필라투스 PC-9, 유로콥터 EC635, 유로콥터 AS532 Cougar, 유로콥터 AS332 슈퍼 퓨마 및 ADS-의 비공식 기지이다. 95(RUAG 레인저).

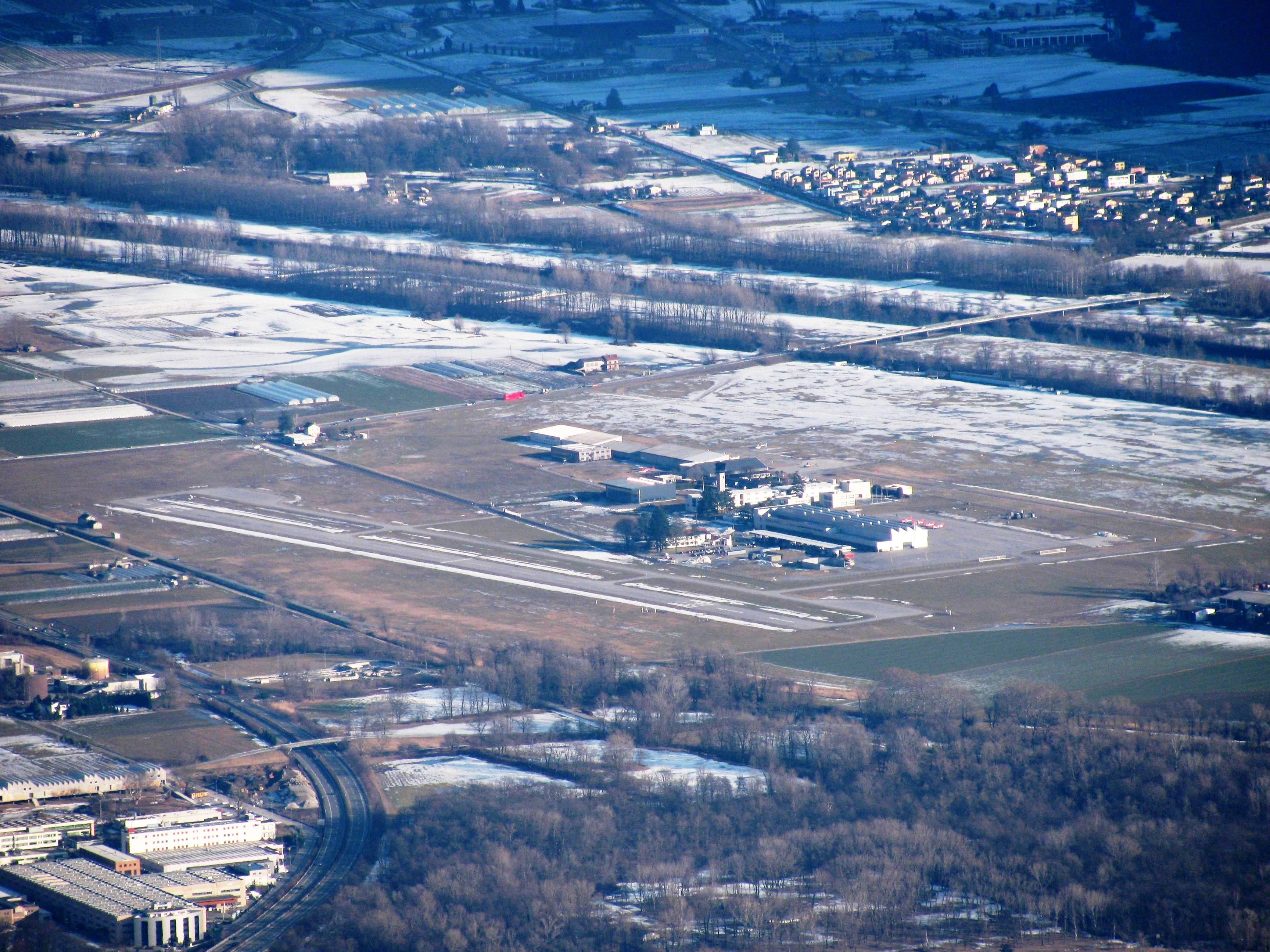
겨울 북서쪽에서
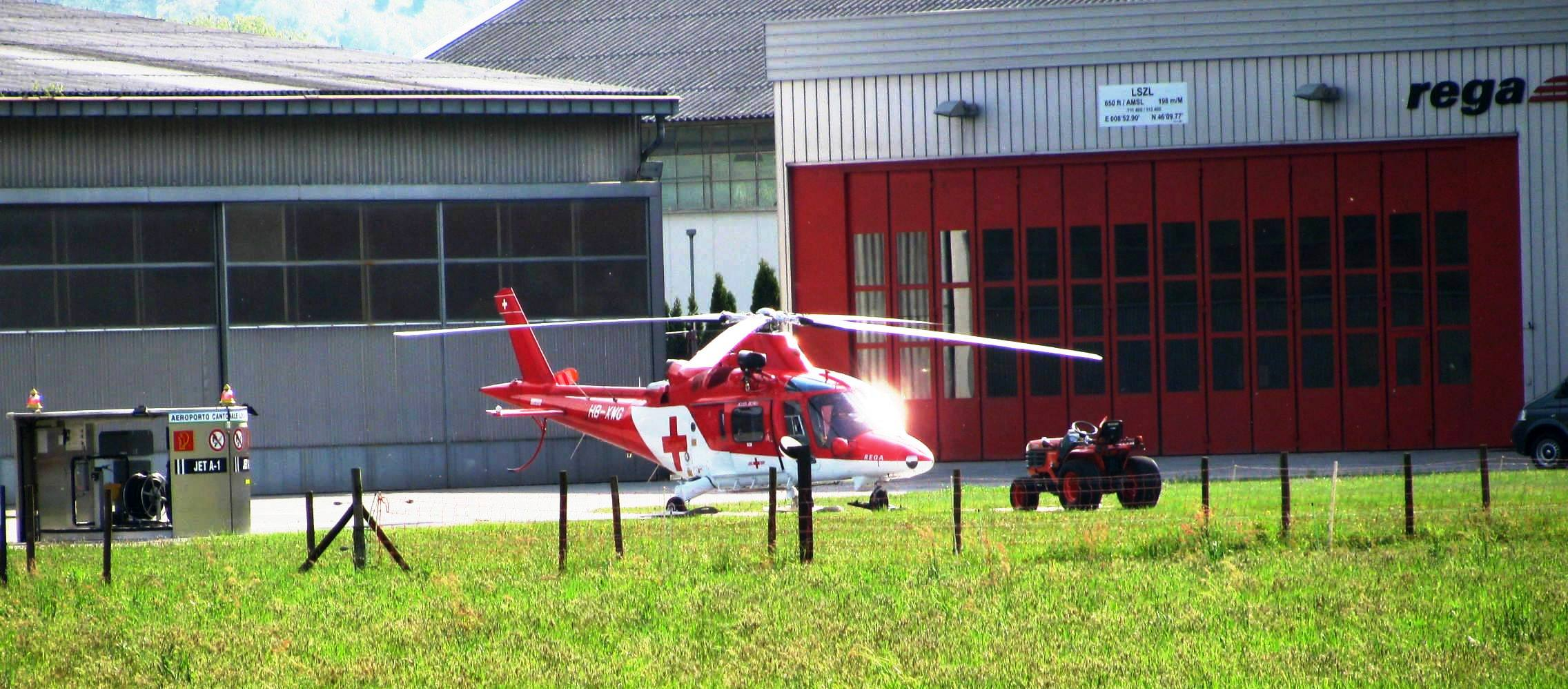
Rega Base 6
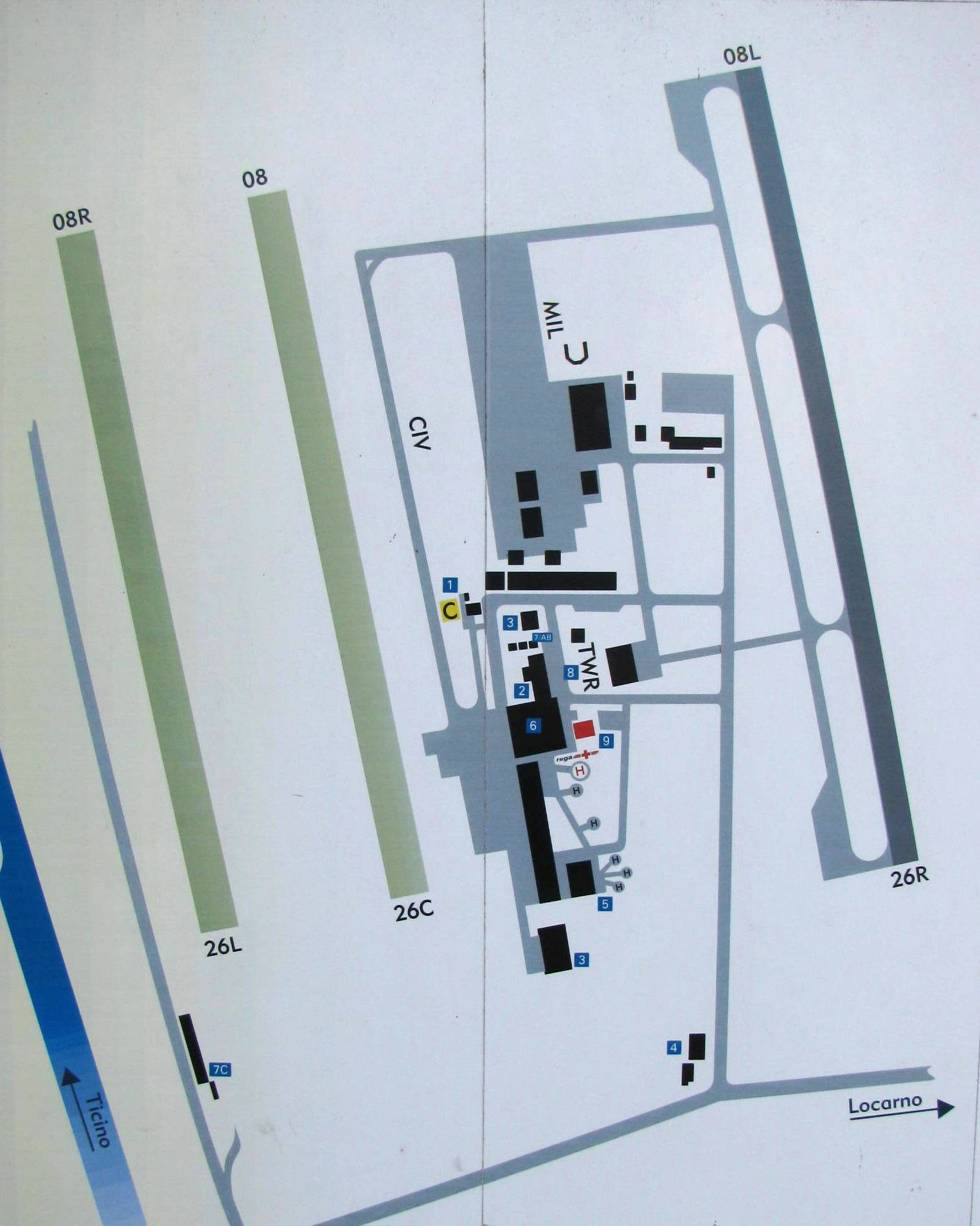
Layoutplan
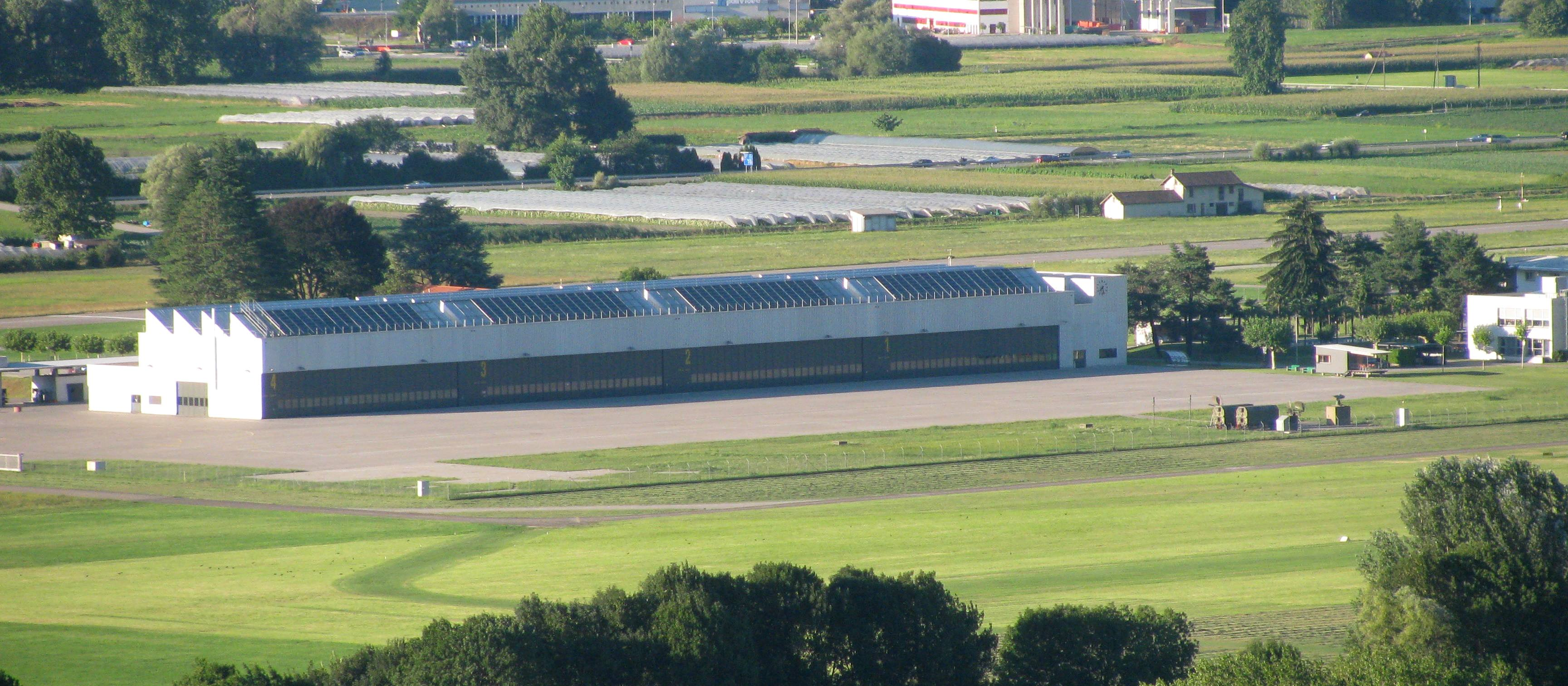
New Hangar
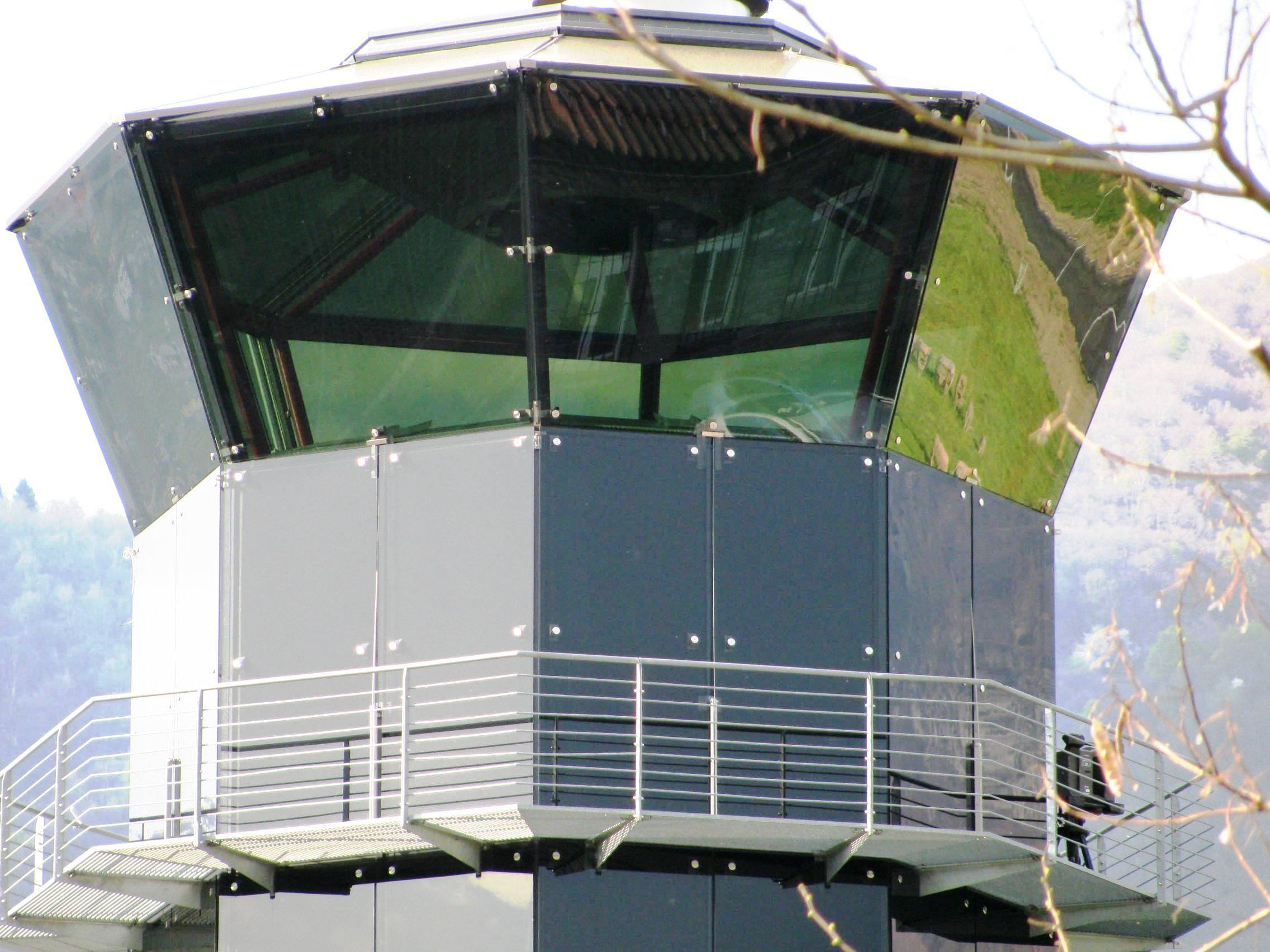
관제탑
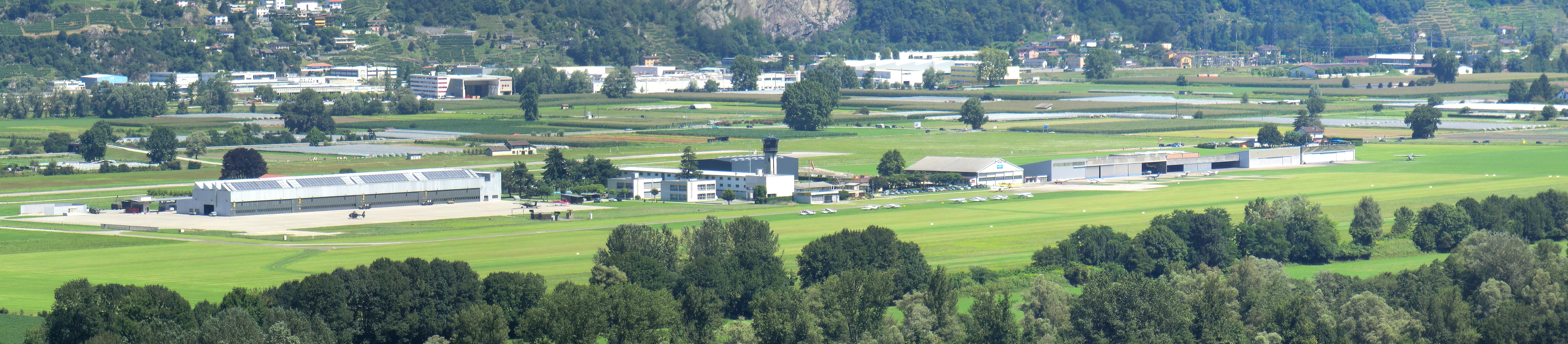
남서쪽에서 파노라마 그림
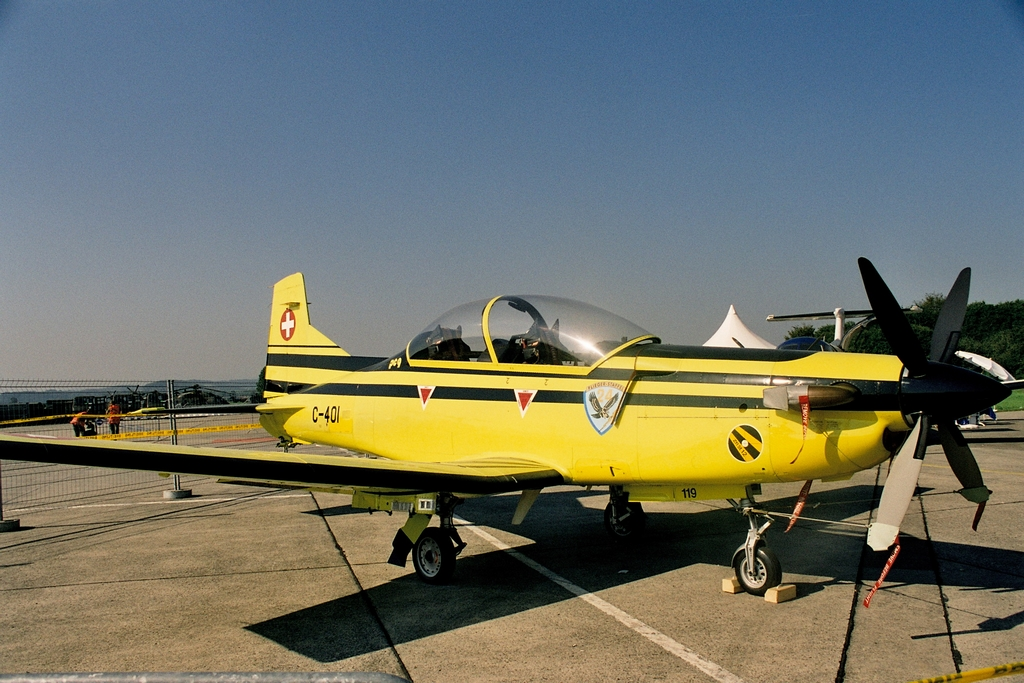
필라투스 PC-9
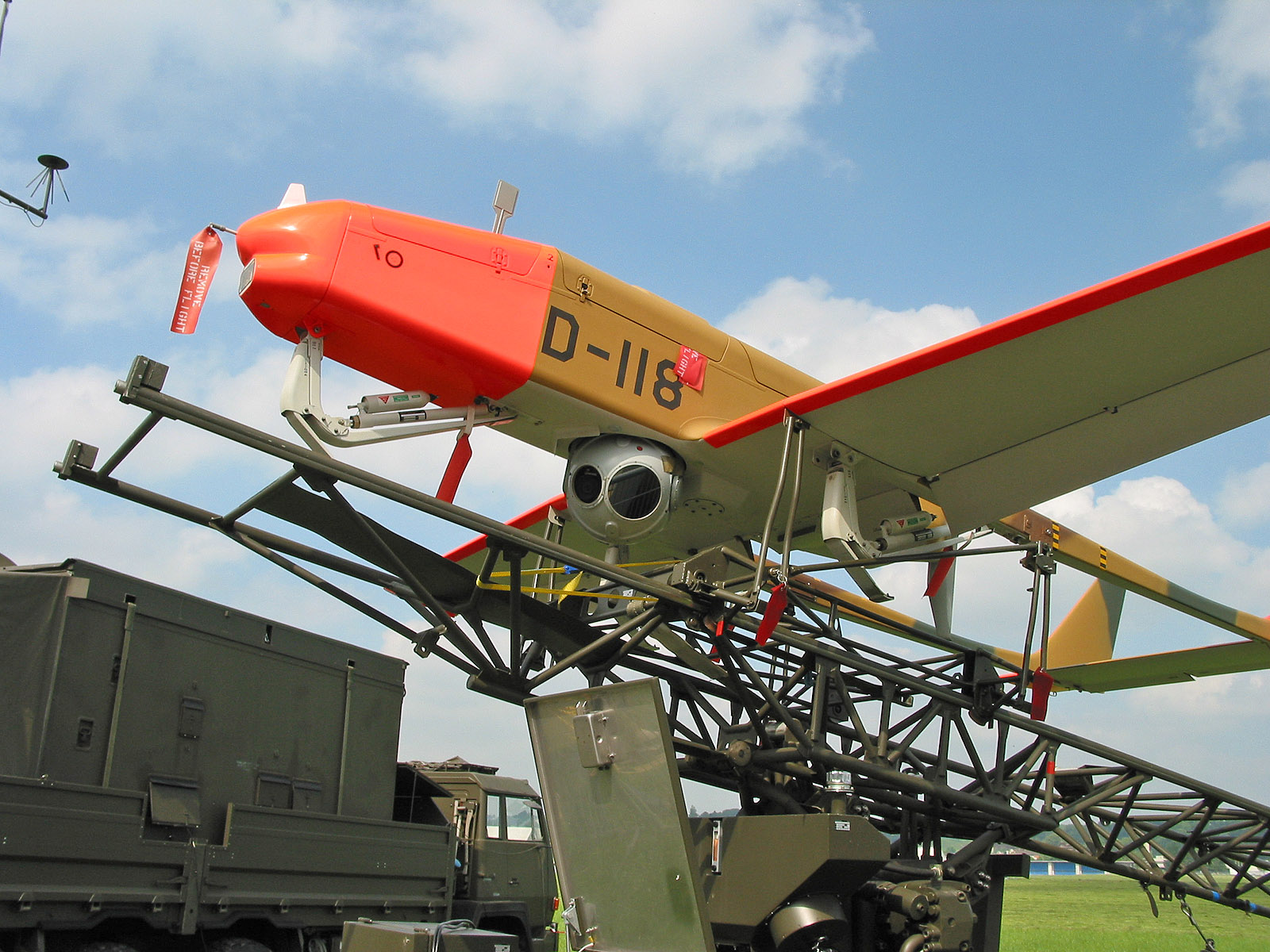
ADS 95
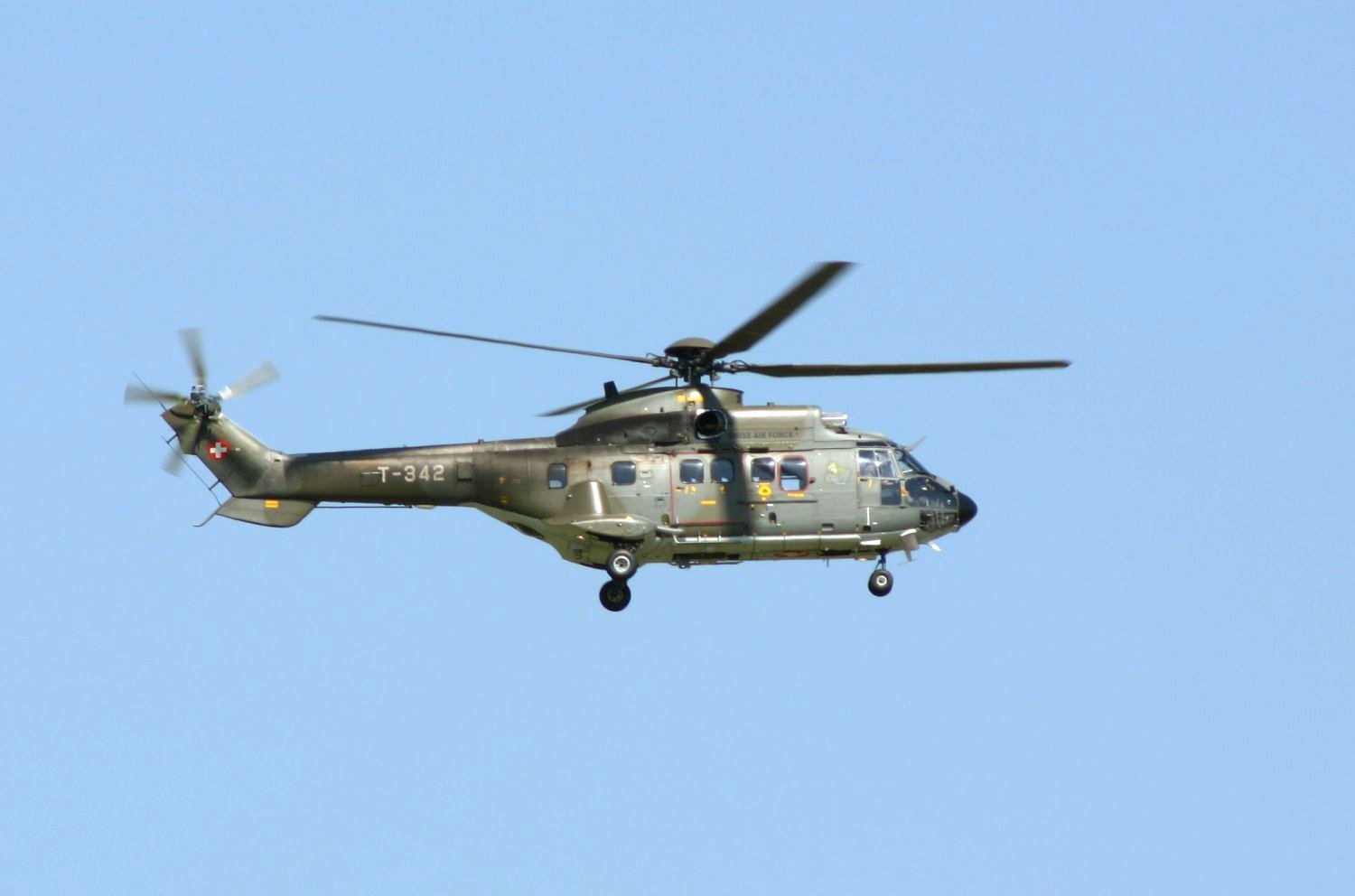
항공우주 AS332M1 슈퍼 퓨마
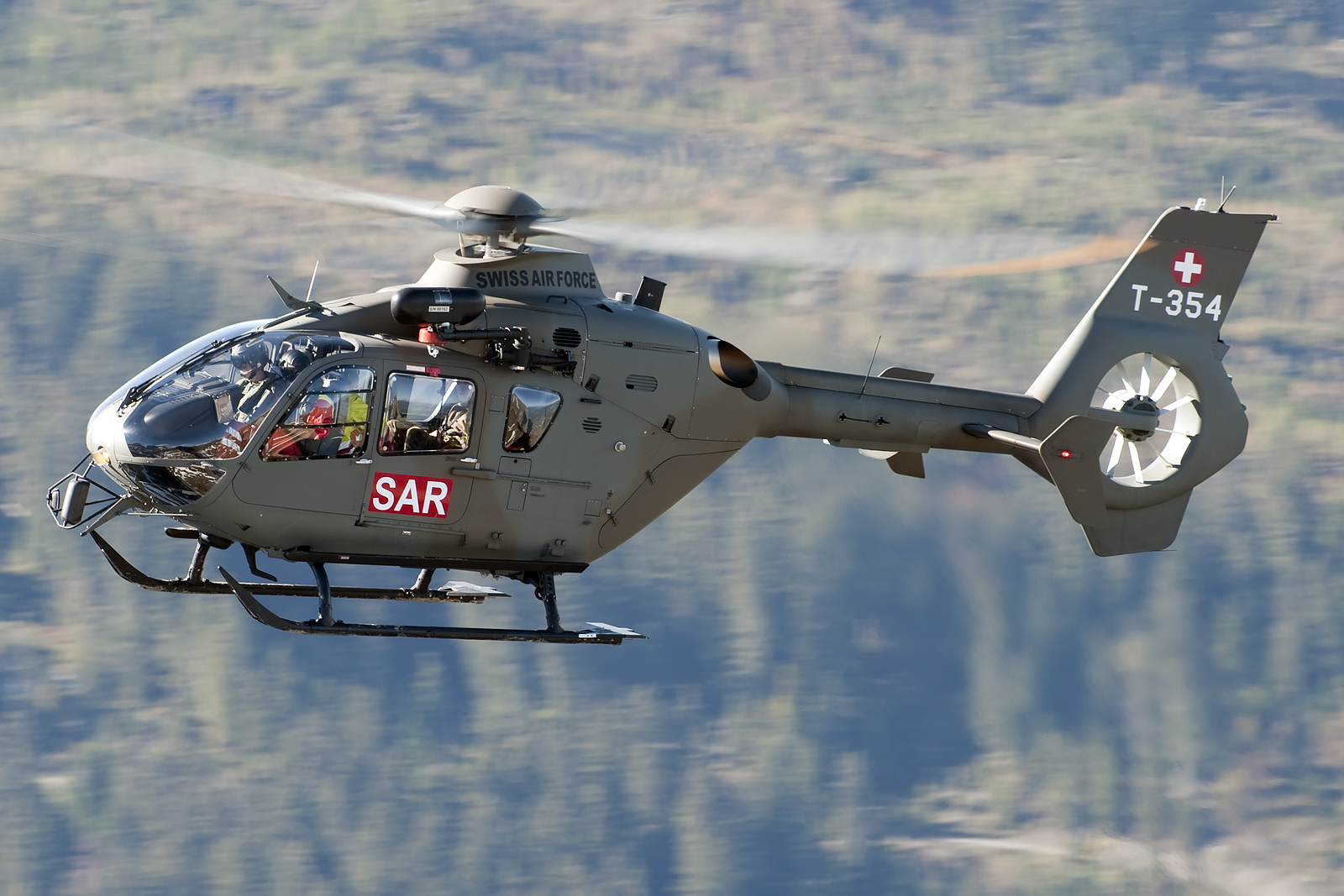
유로콥터 EC 635